# Li Duan (Leichtathlet)
Li Duan (chinesisch 李端, Pinyin Lĭ Duān; * 1. Juni 1978 in Jilin) ist ein ehemaliger chinesischer Leichtathlet, der im Weitsprung, Dreisprung sowie im Speerwurf antrat. Er hat eine Sehstörung und startete deshalb im Behindertensport in der Klassifikationsgruppe F11, wobei das F für die englische Bezeichnung field (de.: Feld) steht.

## Leben

### Privat
Er lebt mit seiner Ehefrau Qi Yanying und dem gemeinsamen Sohn Xinin derzeit in Shenyang. Seine Behinderung rührt von einem Unfall im Jahr 1996. Damals wollte er einen abgelaufenen Feuerlöscher austauschen, der vor ihm explodierte. Duan lag daraufhin 15 Tage im Koma, anschließend musste sein rechtes Auge operativ entfernt werden; auf dem linken Auge verlor er die Sehkraft.

### Sportkarriere
Li kann zahlreiche Erfolge bei Paralympischen Spielen und Leichtathletik-Weltmeisterschaften aufweisen. So erkämpfte er sich beispielsweise gleich bei seiner ersten Teilnahme an Sommer-Paralympics, 2000 in Sydney, eine Silber- und eine Bronzemedaille im Drei- und im Weitsprung. Darüber hinaus erreichte er im Speerwurf den siebten Platz. Vier Jahre später gelang ihm in Athen das Sieg-Double, als er in beiden Sprungdisziplinen triumphierte. Im Speerwurf konnte er sich zudem auf den vierten Rang verbessern. Nachdem ihm in Peking 2008 die Verteidigung beider Titel geglückt war, reiste er auch zu den Sommer-Paralympics 2012 in London in der Hoffnung auf eine Goldmedaille. Dort musste sich Li allerdings mit einem zweiten und einem dritten Rang begnügen.
Bei den Para-Asienspielen 2010 in Guangzhou legte Li stellvertretend für alle Athleten den Eid ab. Zehn Jahre nach dem Ende seiner sportlichen Karriere war er am 4. März 2022 der letzte Fackelträger der Winter-Paralympics und entzündete im Nationalstadion Peking – in dem er 2008 zwei Goldmedaillen hatte gewinnen können – das paralympische Feuer.

## Bestleistungen
| Disziplin         | Ort    | Weite   | Datum              | Anmerkung               |
| ----------------- | ------ | ------- | ------------------ | ----------------------- |
| Dreisprung – F 11 | Peking | 13,71 m | 12. September 2008 | (Stand: September 2016) |